# Trofeu Melinda
El Trofeu Melinda (en italià Trofeo Melinda) va ser una competició ciclista d'un sol dia que es disputava anualment, durant el mes d'agost, al Trentino - Tirol del Sud, Itàlia. La primera edició es disputà el 1992 i Francesco Casagrande és l'únic ciclista que ha guanyat la cursa en dues ocasions.
Des del 2005 la cursa va formar part de l'UCI Europa Tour.
El 2015 es va anunciar que el Trofeu Melinda s'unia al Giro del Trentino i passaria a ser conegut com a Giro del Trentino-Melinda

## Palmarès
| Any  | Vencedor             | Segon                | Tercer               |
| ---- | -------------------- | -------------------- | -------------------- |
| 1992 | Maurizio Fondriest   | Gianni Bugno         | Viatxeslav Iekímov   |
| 1993 | Stefano della Santa  | Mauro Gianetti       | Wladimir Belli       |
| 1994 | Massimo Podenzana    | Francesco Casagrande | Gianni Faresin       |
| 1995 | Pascal Richard       | Felice Puttini       | Gianni Faresin       |
| 1996 | Andrea Tafi          | Massimo Podenzana    | Filippo Casagrande   |
| 1997 | Michele Bartoli      | Wladimir Belli       | Stefano Checchin     |
| 1998 | Rodolfo Ongarato     | Alessandro Baronti   | Dario Frigo          |
| 1999 | Mauro Gianetti       | Carlo Finco          | Andrea Ferrigato     |
| 2000 | Gorazd Štangelj      | Michele Bartoli      | Oscar Mason          |
| 2001 | Francesco Casagrande | Gianni Faresin       | Patrice Halgand      |
| 2002 | Laurent Dufaux       | Francesco Casagrande | Davide Rebellin      |
| 2003 | Francesco Casagrande | Davide Rebellin      | Danilo Di Luca       |
| 2004 | Davide Rebellin      | Paolo Tiralongo      | Dario Frigo          |
| 2005 | Damiano Cunego       | Stefano Garzelli     | Luca Mazzanti        |
| 2006 | Stefano Garzelli     | Giovanni Visconti    | Santo Anzà           |
| 2007 | Santo Anzà           | Luca Mazzanti        | Volodímir Zagorodni  |
| 2008 | No assignat          | Stefano Garzelli     | Mauro Finetto        |
| 2009 | Giovanni Visconti    | Stefano Garzelli     | Miguel Ángel Rubiano |
| 2010 | Vincenzo Nibali      | Vladislav Boríssov   | Giovanni Visconti    |
| 2011 | Davide Rebellin      | Miguel Ángel Rubiano | Domenico Pozzovivo   |
| 2012 | Carlos Betancur      | Moreno Moser         | Giampaolo Caruso     |
| 2013 | Ivan Santaromita     | Michele Scarponi     | Davide Rebellin      |
| 2014 | Vincenzo Nibali      | Davide Formolo       | Matteo Rabottini     |